# ذارة (يهر)

تعديل مصدري - تعديل

ذارة هي إحدى قرى عزلة يهر بمديرية يهر التابعة لمحافظة لحج، بلغ تعداد سكانها 61 نسمة حسب تعداد اليمن لعام 2004.